# 도리스 양식

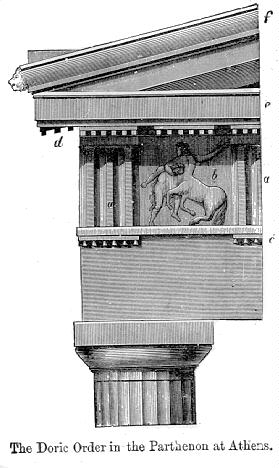

도리스 양식(Doric order) 또는 도리아 양식은 이오니아 양식과 코린트 양식과 함께 고대 그리스의 주범 양식 중 하나이다.
오늘날에 남아 있는 도리스식 신전의 가장 오래된 예는 올림피아의 헤라 신전으로서, 건축 연대는 기원전 7세기의 전반(前半)이라고 추측된다. 헤라 신전은 한 줄의 기둥이 집 주위 전체를 둘러싸고 있다. 기둥의 수는 정면과 뒷면에 6개, 좌우 양측면에 모서리 기둥까지 세어서 16개, 본당(本堂)의 정면에 현관마루가와 있고, 뒷면에도 같은 모양의 현관마루가 있어서, 벽단주내(壁端柱內)에 2개의 기둥이 세워져 있다. 이미 진보한 설계를 보이는 것인데, 건축 재료는 미케네 시대에 쓰인 돌·생벽돌·목재·테라코타 등이었다.
그리스의 석조 건축에서 곧이어 대리석과 같은 질이 좋은 재료를 많이 사용하게 되자, 건축상의 기법과 의향(意向) 등이 일반에 걸쳐 세련미를 거듭하여, 그 궁극의 경지에까지 발전할 가능성이 생겼다.
하나하나의 세부에 이르기까지 철저한 처리를 보인 점에서, 다른 어떠한 건축도 그리스 건축에 필적할 것이 없다.
모르타르나 시멘트 종류를 사용하지 않고 석괴(石塊)와 석괴를 붙이는 훌륭한 솜씨, 면(面)의 뛰어난 취급법, 극히 명확한 형태 부여, 그리스 건축은 이리하여 석조 기술의 최고의 완성에 도달했다.
다공질(多孔質)의 패각 석회석(貝殼石灰石)이 쓰인 경우는 형태의 명료성을 확보하기 위해, 거친 돌의 표면에 모르타르를 덧칠했다.
구조상의 발전에서는 수세기 사이에 특별한 변화를 보이지 않았다.
그런데 형태상의 진보 발달의 흔적은 적어도 도리스식 신전에서도 분명히 더듬어 생각할 수 있다.
기원전 6세기에 속한다는 셀리논태(고대의 셀리누스) 소위 C·D·F·G 제 신전(諸神殿), 페스툼(고대의 포세이도니아)의 이른바 <바실리카> 및 <케레스 신전> 등의 중후(重厚)한 형식, 기원전 5세기 전반에 속하는 에기나의 <아파이아 신전>, 올림피아의 <제우스 신전>, 페스툼의 <포세이돈 신전> 등 엄정한 양식을 거쳐, 이윽고 클래식의 완성으로 발전하였다.
클래식의 완성은 기원전 5세기 중엽에 세워진 아테네의 파르테논 신전, 혹은 같은 세기 후반에 만들어진 아테네의 헤파이스토스 신전(일반적으로 테세이온이라 알려졌다) 피갈리아 부근의 바사이의 <아폴로 신전> 등에 의해 달성되었다.
파르테논 신전은 도리스식 신전의 궁극의 완성품일 뿐만 아니라, 그리스 건축의 가장 빛나는 기념비적 걸작이다.
파르테논 신전은 전면에 팔주식(八柱式)의 주주당(周柱堂)으로 건조되어 있는 것으로서 건축의 설계자는 이크티노스, 공사의 지도를 맡은 사람은 칼리크라테스였다.
건축 공사가 시작된 것은 기원전 447년, 완성한 것은 438년의 일이다.
건축 재료는 종래의 도리스식 신전과 달라서 거의 전부가 대리석이 사용되었다.
프리즈는 도리스식 신전에 통례의 트라이글리프와 메토프로 이루어지고, 메토프는 두꺼운 부조(浮彫)로 꾸며지고, 동서양 박공에는 군상(群像) 조각이 함께 들어 있다.
내부의 배치를 보면, 전후에 각각 현관마루가 있고, 본당(本堂)의 배후에 하나의 방이 딸려 있다.
이 방은 보물이나 봉납품의 저장에 쓰인 듯하다.
본당에는 대조각가 페이디아스가 상아와 금으로 만든 유명한 아테나 파르테노스의 상이 안치되고 그 3면을 도리스식 기둥이 줄지어 서 있으며, 본당의 바깥벽의 위쪽 네 면에는 이오니아식 프리즈가 채용되어 있다.
이것은 이오니아의 감화(感化)를 보인 하나의 명료한 증거이다.
페르시아 전쟁이 끝난 기원전 5세기 중엽, 아네테는 이오니아 연방(聯邦)의 지배권을 잡아, 이 지도적 지위를 문화적으로도 선양(宣揚)하려 했다. 그래서 여기서 처음으로, 이오니아적인 특성과 도리스적인 특성의 중간을 차지하는 아테네의 지위가 확립된 것이다.
즉 아테네 건축에 있어서는, 바야흐로 도리스 양식이 이오니아 정신과 접촉함에 따라서 미적 세련의 극치에 달했다.
장중·간소한 도리스 정신이 우아·미려·온아(溫雅)한 이오니아 정신을 어느 모양으로 활용하게 되었는가는, 파르테논 신전 건축 전체의 절묘한 효과가 이것을 이야기해 주고 있다.

## 참고 문헌
- 이 문서에는 다음커뮤니케이션(현 카카오)에서 GFDL 또는 CC-SA 라이선스로 배포한 글로벌 세계대백과사전의 내용을 기초로 작성된 글이 포함되어 있습니다.